# East Egerton
East Egerton är ett berg i Antarktis. Det ligger i Östantarktis. Australien gör anspråk på området. Toppen på East Egerton är 2 915 meter över havet, eller 1 181 meter över den omgivande terrängen. Bredden vid basen är 8,2 km.
Terrängen runt East Egerton är bergig åt sydväst, men åt nordost är den kuperad. Trakten är obefolkad. Det finns inga samhällen i närheten. 